# Gläserberg
Der Gläserberg oder kurz Gläser ist ein 670,4 m ü. NHN hoher Berg nahe Föhlritz, einem Weiler bei Brunnhartshausen im thüringischen Teil der Rhön, einem Mittelgebirge in Bayern, Hessen und Thüringen (Deutschland). 

## Geographische Lage
Der Gläserberg erhebt sich innerhalb des Wartburgkreises rund 3 km südwestlich des Kernorts der Gemeinde Dermbach. Etwa 700 m südlich des Gläsers liegt das Dorf Föhlritz am Berghang. Südlich bis südöstlich des Bergs befinden sich die Orte Brunnhartshausen, Empfertshausen, das im Tal der Felda gelegene Neidhartshausen und Zella. Etwas weiter flussabwärts und damit weiter nördlich liegt das bereits genannte Dermbach. Westlich des Gläserbergs befindet sich das Dorf Steinberg.

## Geschichte
Schon 1879 wurde vom Rhönklub das erste Blockhaus neben dem Gipfelkreuz errichtet. Es bot 30 Personen bequem Platz und wurde am 17. August 1879 eingeweiht. Am 22. August 1914 wurde es durch einen Nachfolgebau ersetzt. Die Blockhütte wurde 1994 vom Rhönklub, Zweigverein Dermbach, wiederaufgebaut und am 3. Oktober 1994 eingeweiht.
Die exponierte Lage hat ihren Preis – 1998 wurde das Dach mit 35.000 Lärchenschindeln neu gedeckt. Die Hütte ist bewirtschaftet und an Sonn- und Feiertagen von 10 bis 17 Uhr geöffnet. 2001 wurde am Aussichtspunkt eine Schautafel errichtet, auf der die sichtbaren Berge und Ortschaften als Orientierungshilfe dargestellt sind.

## Routen zum Gipfel
- Von Brunnhartshausen führt eine Straße bis nach Föhlritz, an dessen oberen Dorfende ein Parkplatz eingerichtet ist. Von dort verläuft ein relativ gemütlicher Wanderweg auf etwa 1 km Länge bis zum Gläsergipfel mit der Dermbacher Hütte.
- Föhlritz ist Montag–Freitag von 7–19 Uhr, samstags, sonn- und feiertags von 10–17 Uhr mit dem Dorfbus Linie 132 (Rufbus) des Verkehrsunternehmen Wartburgmobil über eine Haltestelle am Ortseingang erreichbar. Von dort führt eine ca. 1 km lange Wanderung zum Gipfel.
- An der Nordseite des Bergs erreicht ein von Dermbach kommender Pfad den Gipfel, der Weg von dort verläuft vorbei am Karl-Friedrich-Stein und an der Hirtentränke.
- Der Main-Werra-Weg (HSN) führt ebenfalls über den Gläserberg.

## Aussichtsmöglichkeit
Bei guter Sicht sind vom Gläserberg (teilweise nur mit Fernglas) diese Ziele zu erkennen:
- im Norden
  - der Hohe Meißner

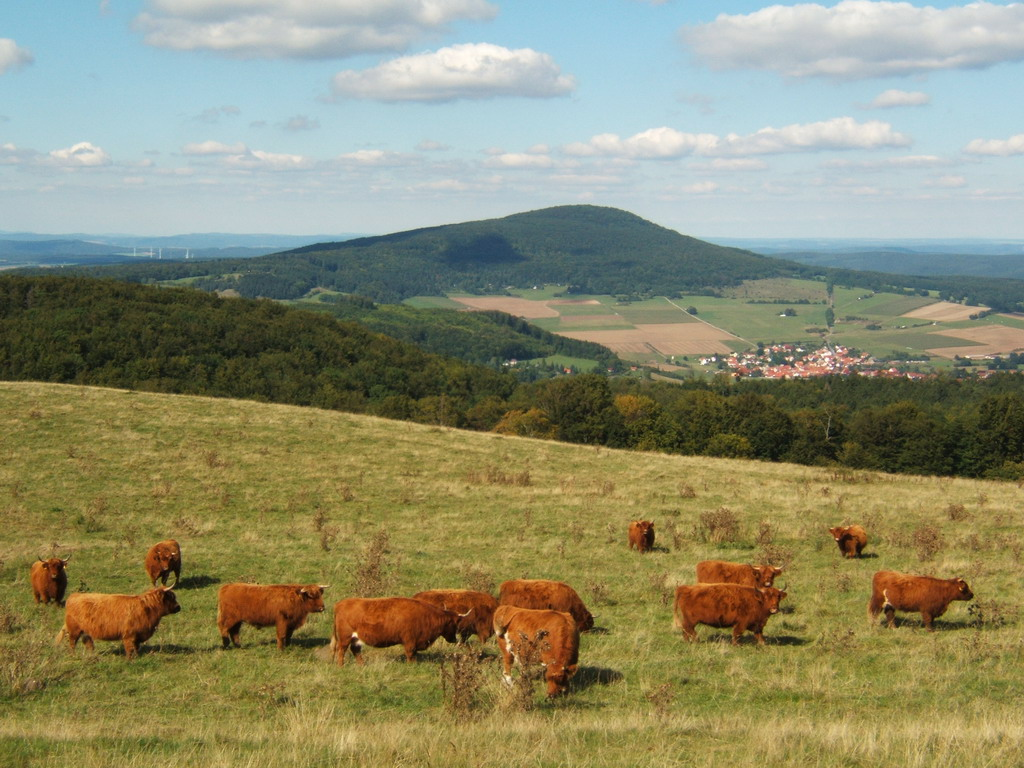
Blick zum Baier und nach Unteralba

  - der Monte Kali (ein Kalisalzberg) bei Heringen
  - der Baier und der Ort Oberalba
- im Osten
  - die Wartburg
  - der Lindigshof bei Dermbach
  - der Inselsberg
  - der Pleß
  - der Horn (578 m hoher Berg)
  - die Stopfelskuppe
  - der Dolmar

- im Süden
  - Neuberg und Roßberg

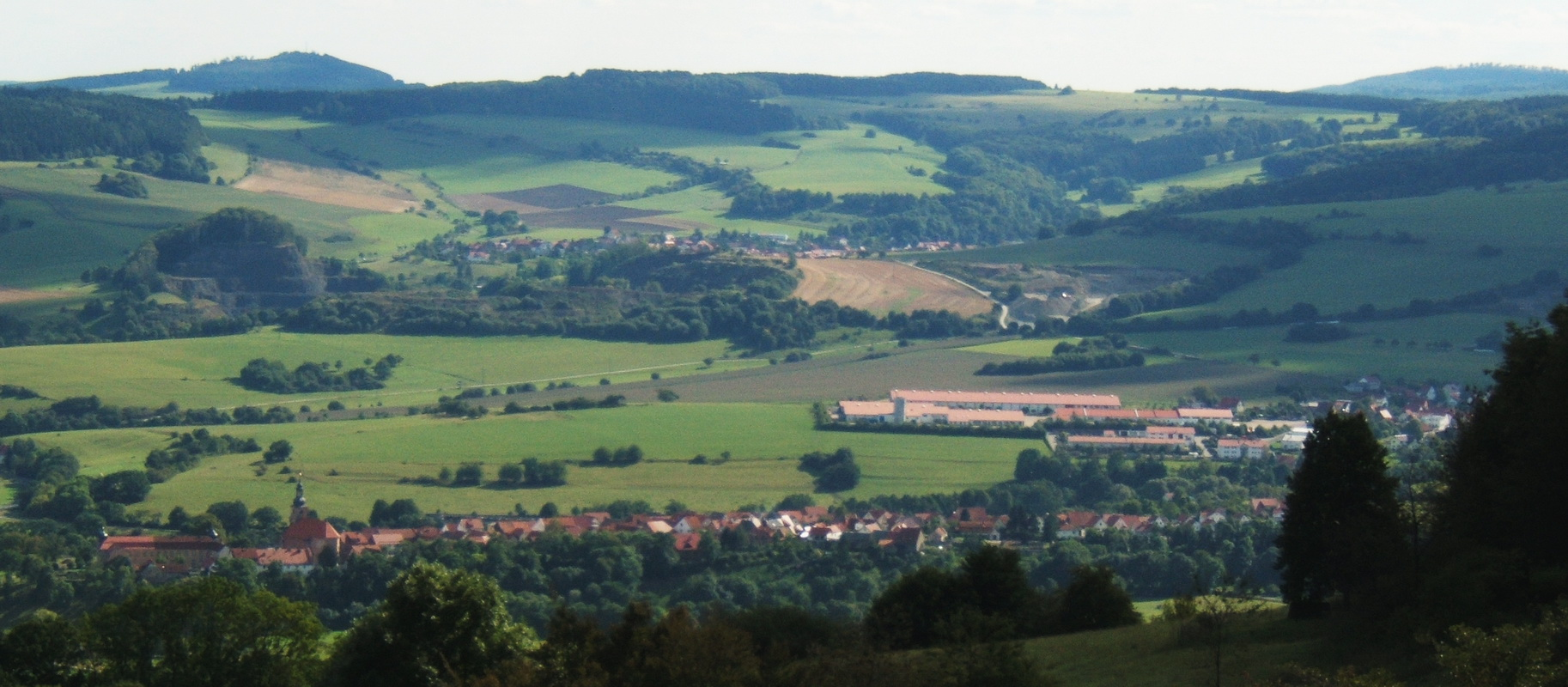
Blick auf Zella, Empfertshausen und Klings

  - der Umpfen mit Fischbach am Bergfuß
  - Diesburg, Leichelberg und Alte Mark
  - Diedorf
  - Zella, Empfertshausen, Klings
- im Westen
  - Kreuzberg, Heidelstein, Wasserkuppe und Milseburg ragen knapp über den davorliegenden Bergrücken herüber

## Weitere Bilder

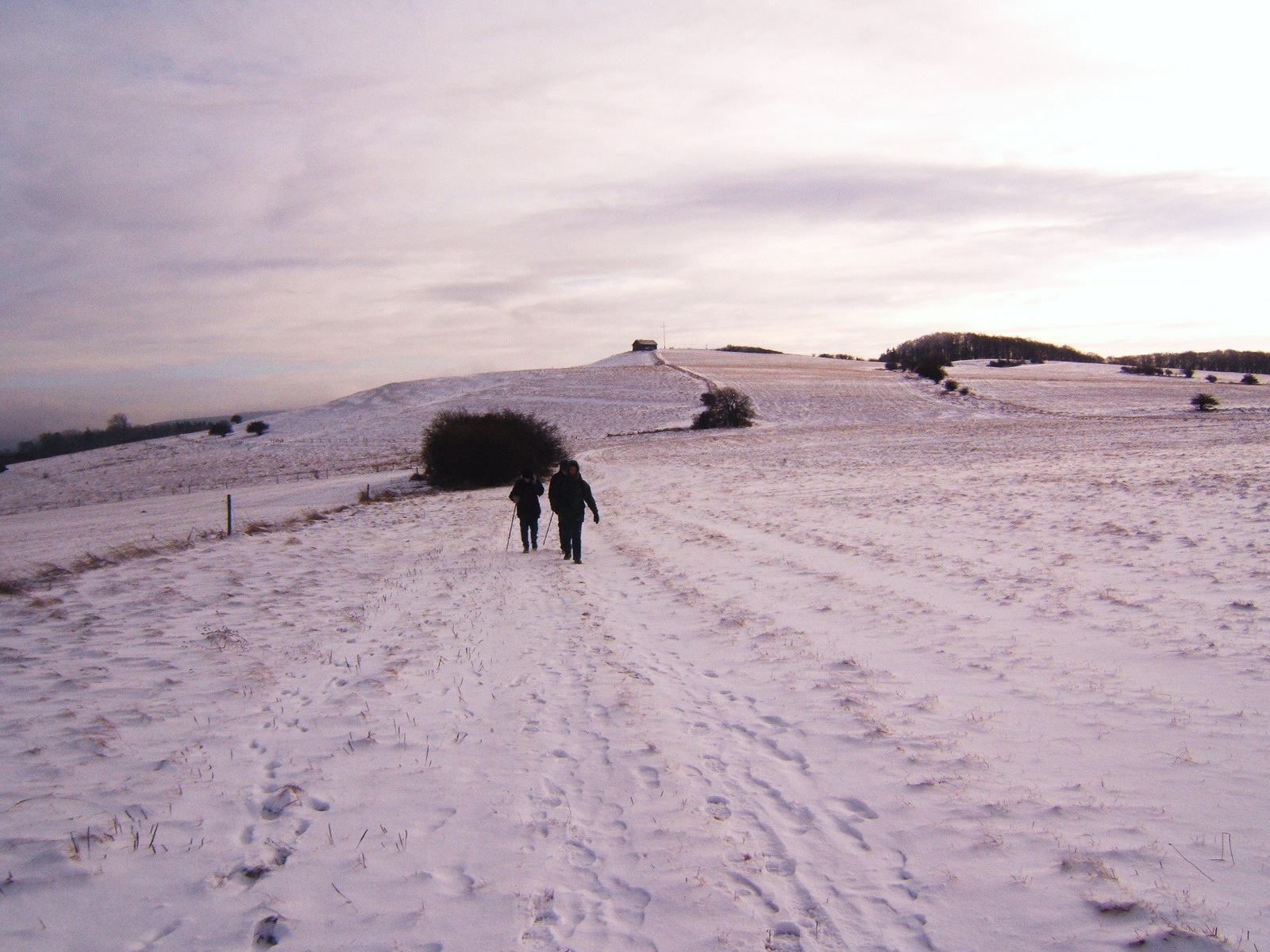
Nordwestseite des Gläserbergs im Winter
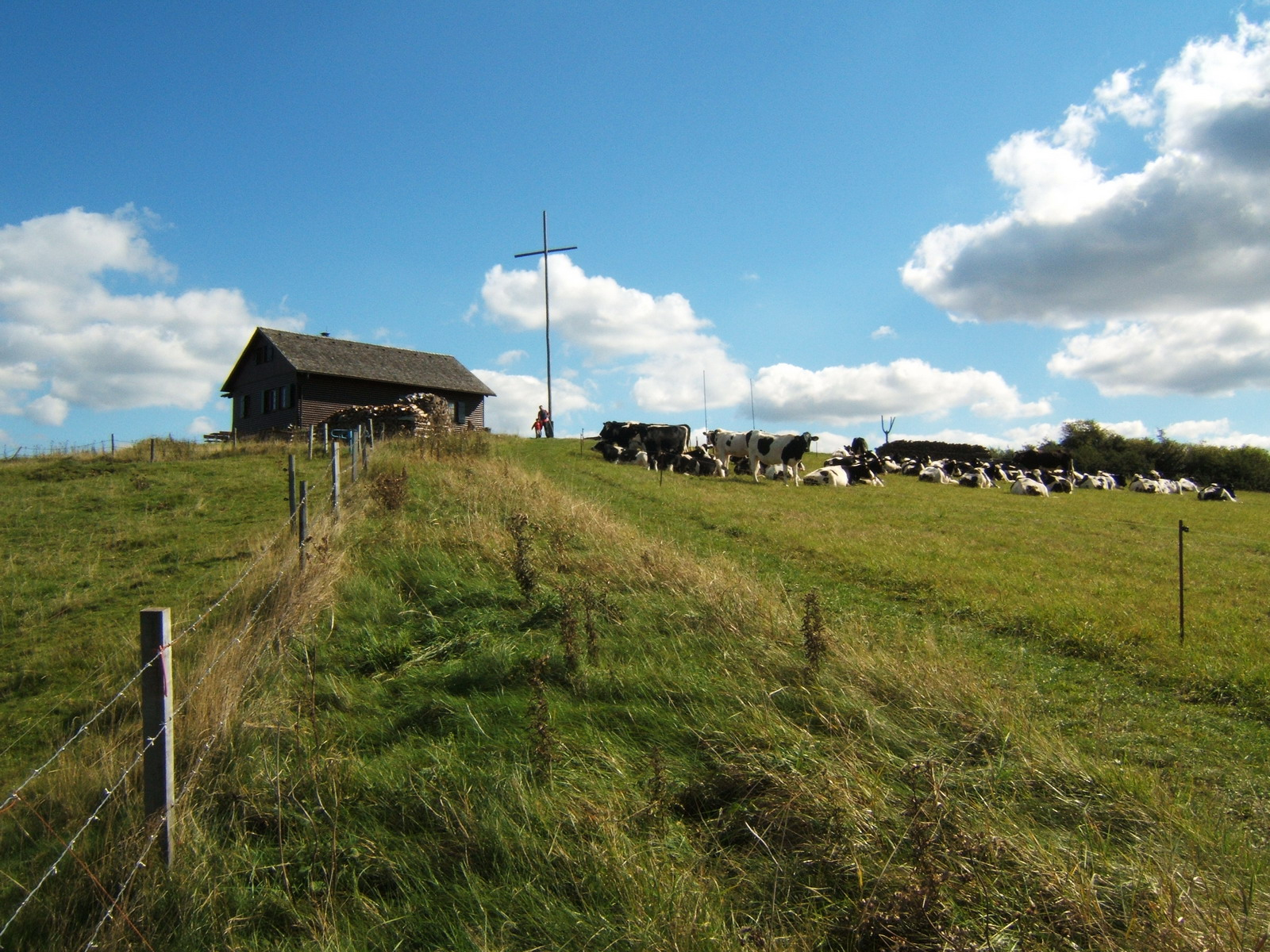
Kuhweide auf der Nordwestseite
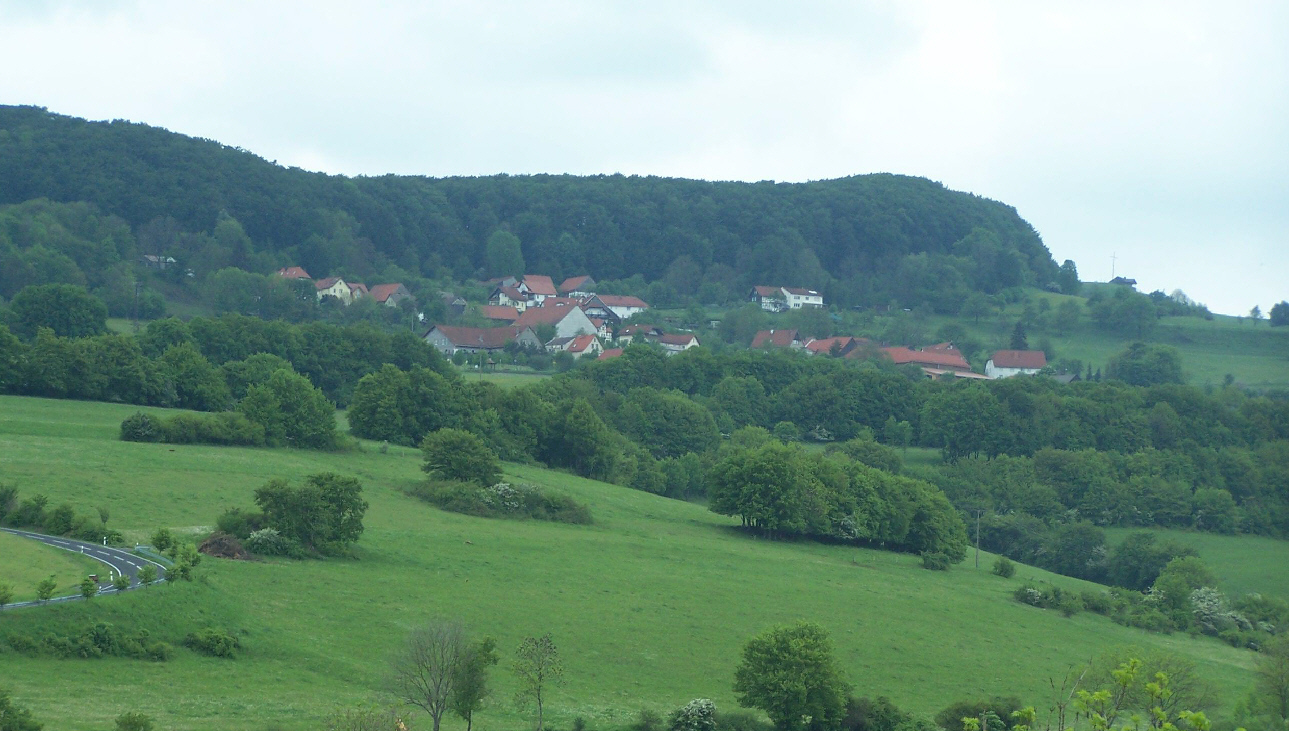
Die bewaldete Südseite mit dem Dorf Föhlritz